# Radiotherapeut
Radiotherapeuten zijn medisch specialisten, gespecialiseerd in de behandeling door middel van ioniserende straling. Meestal betreft dit patiënten met kanker. Om die reden worden radiotherapeuten ook wel radiotherapeut-oncologen genoemd.

## Vooropleiding en Opleiding
Om radiotherapeut te worden moet eerst een universitaire opleiding geneeskunde (Universitair/WO) worden gedaan. Hierna kan een specialisatie volgen op de afdeling radiotherapie (ook wel bestralingsafdeling genoemd) in een opleidingsziekenhuis. Deze opleiding duurt in principe 5 jaar. 
Het grootste gedeelte van de opleiding bestaat uit behandeling van eigen patiënten, onder supervisie van de opleidende radiotherapeuten van de afdeling.

## Opleiding tot Medisch Specialist
Een half jaar van de opleiding wordt meestal besteed aan het opdoen van algemene interne en chirurgische ervaring. De assistenten krijgen daarnaast uitgebreid de gelegenheid ervaring op te doen in de specialismen als gynaecologie, KNO, hematologie, en brachytherapie. Dit zijn ziektegebieden waar veel patiënten een multidisciplinaire behandeling van krijgen, zoals een combinatie van chirurgie, bestraling en chemotherapie.
Omdat wetenschappelijk onderzoek belangrijk is voor het vakgebied wordt dit gestimuleerd. In veel gevallen zal minimaal zes maanden van de opleiding worden besteed om hier fulltime aan te werken.
Na de registratie als medisch specialist zal de radiotherapeut zich in het algemeen toeleggen op een of meer aandachtsgebieden en zich op dit gebied ‘super’ – specialiseren.

## Opleidingsziekenhuizen
- AMC (Amsterdam)
- AvL (Amsterdam)
- Erasmus MC (Rotterdam)
- LUmc (Leiden)
- Maastro (Maastricht)
- UMC Utrecht
- UMCG (Groningen)
- VU Medisch Centrum (Amsterdam)
- Radboudumc (Nijmegen)

Basisarts · Huisarts · Specialist —
Acute geneeskunde ·
Anesthesie-reanimatie ·
Arbeidsgeneeskunde ·
Arts Maatschappij en Gezondheid ·
Arts voor verstandelijk gehandicapten ·
Beheer van gezondheidsgegevens ·
Cardiologie ·
Dermato-venereologie ·
Endocrino-diabetologie ·
Forensische of gerechtelijke geneeskunde ·
Fysische geneeskunde ·
Gastro-enterologie ·
Geriatrie ·
Gynaecologie en verloskunde ·
Heelkunde ·
Intensieve zorg ·
Interne of inwendige geneeskunde ·
Kinder- en jeugdpsychiatrie ·
Klinische biologie ·
Klinische chemie ·
Klinische farmacologie ·
Klinische genetica ·
Mond-, kaak- en aangezichtschirurgie ·
Nefrologie ·
Neurochirurgie ·
Neurologie ·
Nucleaire geneeskunde ·
Oncologie ·
Oftalmologie of oogheelkunde ·
Orthopedie ·
Otorinolaryngologie, kno-heelkunde of nko-heelkunde ·
Pathologische anatomie ·
Pediatrie ·
Plastische, reconstructieve en esthetische heelkunde ·
Pneumologie of longziekten ·
Psychiatrie ·
Radiologie ·
Radiotherapie-Oncologie ·
Reumatologie ·
Revalidatiegeneeskunde ·
Sociale geneeskunde ·
Sportgeneeskunde ·
Stomatologie of kaakchirurgie ·
Spoedeisende of urgentiegeneeskunde ·
Urologie ·
Verzekeringsgeneeskunde en medische expertise